# Michael Talbott
Michael Talbott (Waverly, 2 febbraio 1955) è un attore statunitense, noto per il suo ruolo di co-protagonista come detective Stanley Switek nella serie TV poliziesca Miami Vice.

## Biografia
Michael Talbott, che ha ricoperto anche il ruolo di uno degli sceriffi che, nel film Rambo (1982), è impiegato proprio nella "caccia" al protagonista, tra le altre partecipazioni televisive annovera Le strade di San Francisco, M*A*S*H, Sanford and Son, I Jefferson.

## Filmografia parziale

### Cinema
- F.B.I. e la banda degli angeli (Big Bad Mama), regia di Steve Carver (1974)
- Carrie - Lo sguardo di Satana (Carrie), regia di Brian De Palma (1976)
- Un mercoledì da leoni (Big Wednesday), regia di John Milius (1978)
- La fantastica sfida (Used Cars), regia di Robert Zemeckis (1980)
- Fai come ti pare (Any Which Way You Can), regia di Buddy Van Horn (1980)
- Foolin' Around, regia di Richard T. Heffron (1980)
- Mammina cara (Mommie Dearest), regia di Frank Perry (1981)
- Rambo (First Blood), regia di Ted Kotcheff (1982)
- Il cuore come una ruota (Heart Like a Wheel), regia di Jonathan Kaplan (1983)
- National Lampoon's Vacation, regia di Harold Ramis (1983)
- In gara con la luna (Racing with the Moon), regia di Richard Benjamin (1984)
- Manhunter - Frammenti di un omicidio (Manhunter), regia di Michael Mann (1986)
- Gli irriducibili (Miles from Home), regia di Gary Sinise (1988)
- Going to the Chapel, regia di Paul Lynch (1988)
- Little Vegas, regia di Perry Lang (1990)
- Verdetto: colpevole (Guilty as Charged), regia di Sam Irvin (1991)
- Bersaglio di mezzanotte (Sunset Heat), regia di John Nicolella (1992)
- Eroe per caso (Hero), regia di Stephen Frears (1992)

### Televisione
- Blood Sport, regia di Jerrold Freedman – film TV (1973)
- If I Love You, Am I Trapped Forever?, regia di Gene Reynolds – film TV (1974)
- Unwed Father, regia di Jeremy Kagan – film TV (1974)
- Le strade di San Francisco (The Streets of San Francisco) – serie TV, episodio 3x18 (1975)
- Sanford and Son – serie TV, episodio 4x25 (1975)
- La squadriglia delle pecore nere (Baa Baa Black Sheep) – serie TV, 1 episodio (1976)
- Pepper Anderson - Agente speciale (Police Woman) – serie TV, episodio 3x04 (1976)
- Kingston - Dossier paura (Kingston: Confidential) – serie TV, 1 episodio (1977)
- M*A*S*H – serie TV, episodio 6x02 (1977)
- Notte di morte (Dead of Night), regia di Dan Curtis – film TV (1977)
- James (James at 15) – serie TV, 1 episodio (1978)
- La confessione di Peter Reilly (A Death in Canaan), regia di Tony Richardson – film TV (1978)
- Le due sorelle (The Initiation of Sarah), regia di Robert Day – film TV (1978)
- Out of the Blue – serie TV, 1 episodio (1979)
- Lou Grant – serie TV, episodio 4x02 (1980)
- Quando il grano è maturo (Amber Waves), regia di Joseph Sargent – film TV (1980)
- To Race the Wind, regia di Walter Grauman – film TV (1980)
- La famiglia Bradford (Eight Is Enough) – serie TV, episodio 5x22 (1981)
- This Is Kate Bennett..., regia di Harvey Hart – film TV (1982)
- Memorial Day, regia di Joseph Sargent – film TV (1983)
- Top secret (Scarecrow and Mrs. King) – serie TV, episodio 1x09 (1983)
- Uncommon Valor, regia di Ted Kotcheff – film TV (1983)
- Bay City Blues – serie TV, 1 episodio (1984)
- I Jefferson (The Jefferson) – serie TV, episodio 10x16 (1984)
- Miami Vice – serie TV, 110 episodi (1984-1989)
- The Seduction of Gina, regia di Jerrold Freedman – film TV (1984)
- Space – miniserie TV, 1 episodio (1985)
- Booker – serie TV, 1 episodio (1990)
- Sugar and Spice – serie TV, 1 episodio (1990)
- Vivere senza un padre (Runaway Father), regia di John Nicolella – film TV (1991)
- Jack Reed - Una questione d'onore (Jack Reed: Badge of Honor), regia di Kevin Connor – film TV (1993)
- Jack Reed - In cerca di giustizia (Jack Reed: A Search for Justice), regia di Brian Dennehy – film TV (1994)
- Jack Reed 4 - Paure incrociate (Jack Reed: One of Our Own), regia di Brian Dennehy – film TV (1995)
- Out of there, regia di Sam Irvin – film TV (1995)
- Jack Reed 5: Jack Reed e i piccoli lupi (Jack Reed: Death and Vengeance), regia di Brian Dennehy – film TV (1996)
- The Fighting Fitzgeralds – serie TV, 2 episodi (2001)
- Tre topolini ciechi (Three Blind Mice), regia di Christopher Leitch – film TV (2001)

## Doppiatori italiani
Nelle versioni in italiano delle opere in cui ha recitato, Michael Talbott è stato doppiato da:
- Giorgio Lopez in Rambo
- Massimo Giuliani in La famiglia Bradford
- Vittorio Stagni in Top Secret
- Franco Agostini in Miami Vice